# Viking Sundström
Viking Alexander Johannes Sundström, född 2 maj 1939 i Sibbo, död där 10 november 2023, var en finländsk jurist och före detta kommundirektör i Sibbo.
Sundström studerade juridik vid Helsingfors universitet och blev juris kandidat 1965 och vicehäradshövding 1968. Han arbetade länge vid Finlands svenska kommunförbund (1969–1989) och blev sedan kommundirektör i Sibbo från 1989 ändå till 2002. Han var ordförande för Sibbo fullmäktige 1973–1989 och hade även andra förtroendeuppdrag (HUCS styrelse, Andelsbanken mm.). Hans parti var SFP.
Sundström förlänades kommunalrådets titel år 2000.